# Un homme idéal (film, 1999)
Pour les articles homonymes, voir Un homme idéal.

Un homme idéal (Meet Prince Charming) est un film américain réalisé par Brett Parker et sorti en 1999.

## Synopsis
Deux voisins qui ne s'entendent pas tombent amoureux l'un de l'autre.

## Fiche technique
- Titre original : Meet Prince Charming
- Titre français : Un homme idéal
- Réalisation : Brett Parker

## Distribution
- Tia Carrere : Samantha Feld
- David Charvet (VF : Alexandre Gillet) : Jack Harris
- Nia Vardalos : Jennifer
- Vincent Angell : Brian
- Ian Gomez : Gino
- Hannes Jaenicke : Ted
- Drea de Matteo : Hilary Harris